# Кубок Испании по футболу 1941
Кубок Испании по футболу 1941 — 37-й розыгрыш Кубка Испании по футболу выиграла Валенсия. Этот кубок стал первым в истории команды. 
Соревнование прошло в период с 23 марта по 29 июня 1941 года.

## Результаты матчей

### 1/4 финала
| Команда 1     | Итог | Команда 2                  | 1-й матч | 2-й матч |
| ------------- | ---- | -------------------------- | -------- | -------- |
| Реал Овьедо   | 3:4  | Сельта                     | 3:2      | 0:2      |
| Реал Сосьедад | 2:1  | Атлетик Авиасьон де Мадрид | 2:1      | 0:0      |
| Эспаньол      | 0:0  | Леванте                    | 0:0      | 0:0      |
| Валенсия      | 9:3  | Севилья                    | 8:1      | 1:2      |

- Дополнительный матч

| Команда 1 | Счёт | Команда 2 |
| --------- | ---- | --------- |
| Эспаньол  | 3–0  | Леванте   |

### 1/2 финала
| Команда 1 | Итог | Команда 2     | 1-й матч | 2-й матч |
| --------- | ---- | ------------- | -------- | -------- |
| Эспаньол  | 8:2  | Реал Сосьедад | 6:0      | 2:2      |
| Сельта    | 1:6  | Валенсия      | 1:2      | 0:4      |

### Финал
| 29 июня, 1941              | \| Валенсия \| 3:1 \| Эспаньол \| \| Мундо 9′, 25′ · Асенси 64′ \| Голы \| Теруэль 74′ \| | Чамартин, Мадрид |
| Валенсия                   | 3:1                                                                                       | Эспаньол         |
| Мундо 9′, 25′ · Асенси 64′ | Голы                                                                                      | Теруэль 74′      |